# Priorato de Börringe
El priorato de Börringe, o bien castillo del Monasterio de Börringe (en sueco: Börringekloster o Börringeklosters slott) es un castillo construido en 1763 sobre las ruinas de un convento benedictino medieval en Svedala, Escania, en el sur de Suecia.
El convento fue fundado alrededor de 1150 bajo Eskil, arzobispo de Lund, para los monjes benedictinos. Sin embargo, en 1231 el priorato de Börringe se menciona en el Liber Census Daniae como un convento situado en la isla de Byrdingø, en el lago Börringe, en un terreno que Valdemar II de Dinamarca, una vez había reservado para la caza. La iglesia fue dedicada a la Virgen María, el convento fue más tarde también conocido como priorato de Santa María.